# Dave Ellis
Dave Ellis, född 25 april 1937, är en friidrottare från Kanada. Han deltog vid olympiska sommarspelen 1968.